# 蓮井孝夫
蓮井 孝夫 （はすい たかお、1941年〈昭和16年〉10月24日 - ）は、RNC西日本放送の元男性アナウンサー。
香川県高松市（旧・香川郡塩江町）出身。高知大学卒業後、1964年に西日本放送アナウンス部入社。RNC在籍中からボランティア活動を行う。現在はラオスの教育支援の香川国際ボランティアセンター会長（理事）、高松市民活動応援団副代表を務める。その他、高松朗読会顧問（35年）、自殺予防活動（36年）継続中。あわせて平成10年から香川医科大学、香川大学、香川看護専門学校等の非常勤講師を行う。平成23年高松市市政功労表彰受賞、 第３１回高松キワニス社会公益賞受賞、「瑞宝双光章」平成２４年１１月３日「瑞宝双光章」受賞等の受賞。平成4年から香川県人権擁護委員を15年間続ける。

## 過去の主な担当番組

### ラジオ
- ニュース
- さわやかラジオ
- ふれあいスタジオ ひるは夢色 ラジオ色
- RNC TODAY
- 日曜昼市!気ままにサンデー
- 情報てんこもりラジオでDON